# Adolfo Domínguez Gerardo
Adolfo Domínguez Gerardo (10 de febrero de 1991, Mexicali, Baja California, México) es un futbolista profesional mexicano, se desempeña como mediocampista y actualmente juega para el Celaya FC de la Liga de Expansión MX.

## Trayectoria

### Inicios y Club Tijuana
Comenzó su carrera jugando para un equipo de Tercera División llamado Pioneros del Valle en el año 2007 aunque sólo duro un torneo. Para el año 2011 entró a las fuerzas básicas del Club Tijuana, fue registrado en la categoría Sub-20 donde jugó durante tres torneos, su debut como profesional se dio el 24 de julio de 2012 en un partido de fase de grupos de la Copa MX ante Mérida FC, arrancó como titular y completó todo el partido. A lo largo de dicho torneo jugó seis partidos siendo uno de los jugadores con más participación del equipo en el torneo.

### Dorados de Sinaloa
Para el Apertura 2013 fue transferido a Dorados de Sinaloa. Su primer partido con el equipo fue el 15 de enero de 2013 en fase de grupos de la Copa MX ante el Atlante entrando de cambio al minuto 45' por Mauricio Romero; al final el encuentro terminó en empate a dos goles. Mientras que su debut en el Ascenso MX fue el 16 de febrero del mismo año en la jornada siete ante el Irapuato, entrando de cambio al minuto 69' por Juan de Dios Hernández.

### FC Juárez
Para el Clausura 2016 se hizo oficial su llegada al FC Juárez. Su debut con el equipo fronterizo se dio el 20 de enero de 2016 en la fase de grupos de la Copa MX ante el CD Guadalajara, fue titular y disputó el partido completo, al final su equipo terminó llevándose la victoria por marcador de 1-0.

### Chapulineros de Oaxaca
El 18 de julio de 2020 se hace oficial su llegada al club Chapulineros de Oaxaca de la Liga de Balompié Mexicano.

### Celaya FC
El 4 de junio de 2022 se hizo oficial su llegada al Celaya FC. Jugó su primer partido con el club el 24 de junio ante Mineros de Zacatecas arrancando como titular y completando todo el encuentro, al final su equipo terminaría cayendo por marcador de 1-0.

## Estadísticas

### Clubes
| C. Tijuana · México              | 1.ª                 | 2012                | 0   | 0  | 6  | 0 | - | - | 6   | 0  |
| C. Tijuana · México              | Total               | Total               | 0   | 0  | 6  | 0 | 0 | 0 | 6   | 0  |
| Dorados · México                 | 2.ª                 | 2013                | 9   | 0  | 4  | 1 | - | - | 13  | 1  |
| Dorados · México                 | 2.ª                 | 2013-14             | 18  | 0  | 7  | 0 | - | - | 25  | 0  |
| Dorados · México                 | 2.ª                 | 2014-15             | 7   | 0  | 15 | 0 | - | - | 22  | 0  |
| Dorados · México                 | 2.ª                 | 2015                | 1   | 0  | 0  | 0 | - | - | 1   | 0  |
| Dorados · México                 | 2.ª                 | 2019-20             | 20  | 0  | 2  | 0 | - | - | 22  | 0  |
| Dorados · México                 | 2.ª                 | 2021                | 14  | 0  | -  | - | - | - | 14  | 0  |
| Dorados · México                 | 2.ª                 | 2021-22             | 26  | 2  | -  | - | - | - | 26  | 2  |
| Dorados · México                 | Total               | Total               | 95  | 2  | 28 | 1 | 0 | 0 | 123 | 3  |
| F. C. Juárez · México            | 2.ª                 | 2016                | 0   | 0  | 6  | 0 | - | - | 6   | 0  |
| F. C. Juárez · México            | Total               | Total               | 0   | 0  | 6  | 0 | 0 | 0 | 6   | 0  |
| Cafetaleros · México             | 2.ª                 | 2017-18             | 33  | 9  | 4  | 0 | - | - | 37  | 9  |
| Cafetaleros · México             | Total               | Total               | 33  | 9  | 4  | 0 | 0 | 0 | 37  | 9  |
| D. Toluca · México               | 1.ª                 | 2018-19             | 13  | 0  | 3  | 0 | - | - | 16  | 0  |
| D. Toluca · México               | Total               | Total               | 13  | 0  | 3  | 0 | 0 | 0 | 16  | 0  |
| Chapulineros · México            | 1.ª                 | 2020-21             | 0   | 0  | -  | - | - | - | 0   | 0  |
| Chapulineros · México            | Total               | Total               | 0   | 0  | 0  | 0 | 0 | 0 | 0   | 0  |
| Celaya F. C. · México            | 1.ª                 | 2022-23             | 40  | 1  | -  | - | - | - | 40  | 1  |
| Celaya F. C. · México            | 1.ª                 | 2023-24             | 15  | 3  | -  | - | - | - | 15  | 3  |
| Celaya F. C. · México            | Total               | Total               | 55  | 4  | 0  | 0 | 0 | 0 | 55  | 4  |
| Total en su carrera              | Total en su carrera | Total en su carrera | 196 | 15 | 47 | 1 | 0 | 0 | 243 | 16 |
| (1) Incluye datos de la Copa MX. |                     |                     |     |    |    |   |   |   |     |    |

## Palmarés

### Campeonatos nacionales
| Título                  | Club        | País   | Año           |
| ----------------------- | ----------- | ------ | ------------- |
| 2.Ascenso MX            | Cafetaleros | México | Clausura 2018 |
| Final Temporada 2017-18 | Cafetaleros | México | 2018          |